# Xã Chikaskia, Quận Kingman, Kansas
Xã Chikaskia (tiếng Anh: Chikaskia Township) là một xã thuộc quận Kingman, tiểu bang Kansas, Hoa Kỳ. Năm 2010, dân số của xã này là 127 người.